# Wouter Schouten

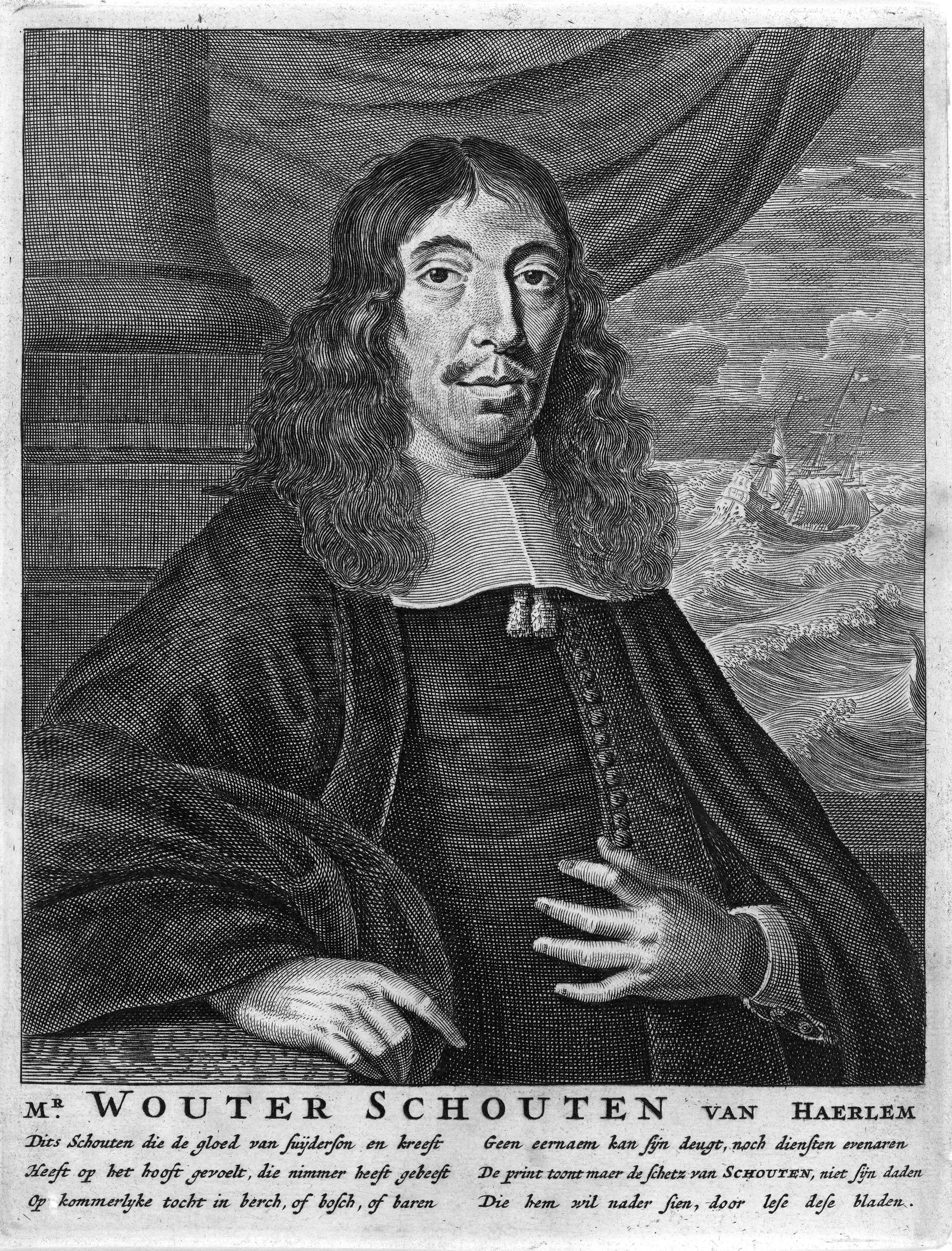
Wouter Schouten (1638–1704)

Wouter Schouten (* 1638 in Haarlem; † 1704) (deutsch auch: Walter/Walther Schultze/Schultzen) war ein niederländischer Schiffsarzt und Angestellter der Niederländischen Ostindien-Kompanie (VOC). Nach Ende seiner Dienstzeit schrieb er ein Buch über seine Reisen.

## Leben
Im Jahr 1658 unterschrieb er einen Vertrag für drei Jahre bei der VOC und reiste als Assistent des Chirurgen mit dem Schiff Nieuwpoort von Texel nach Batavia. Vom 25. Juli bis 1. August machte sein Schiff in der Kapkolonie Station um Proviant aufzunehmen.
1661 verlängerte er in Batavia seinen Vertrag um weitere drei Jahre und wurde zum Oberchirurgen befördert. Er begleitet die Kämpfe auf den Molukken und auf Ceylon. Im Dezember 1664 reiste er zurück nach Holland, aufgrund des Krieges mit England kam er aber erst im Oktober 1665 dort an.
Er siedelte dann in seiner Heimatstadt Haarlem, wo ein Barbiergeschäft eröffnete (Barbiere waren damals auch Chirurgen). Dort bildete er auch weitere Chirurgen aus und wurde 1692 Inspektor der Chirurgen-Gilde von Haarlem. Er war ein Verfechter der Trennung von Medizin und Chirurgie. Letztere sollte sich demnach vor allem um Wunden, Brüche und Tumore kümmern.
Seine Reiseerinnerung hat er in dem Buch Oost-Indische Voyagie beschrieben, das 1676 in Amsterdam veröffentlicht wurde. Im gleichen Jahr kam auch die deutsche Ausgabe Ost-Indische Reyse heraus. 1707/8 wurde von Andries van Damme eine überarbeitet Version unter dem Titel Reistogt naar en door Oost-Indien noch 1740 und 1775 wurde weitere Versionen veröffentlicht.

### Zedlers Universallexikon
Wouter Schouten fand Eingang in Zedlers „Grosses vollständiges Universal-Lexikon“ von 1732. Dort heißt es, "Walth. Schultze" habe "erzehlet, daß er innerhalb 5 Monathen 3 dergleichen Amock-Ruffer zu Batavia verurtheilen gesehen, welchen die Brüste mit glühenden Zangen abgerissen und sie hernach sie lebendig gerädert worden".
Schouten war damit einer der Ersten, die den Begriff „Amok“ (als „Amock“ bzw. „Amock-Ruf“ bzw. „Amock-Spiel“) nach Europa brachten.

## Familie
Wouter Schouten war zweimal verheiratet. Seine erste Frau war Adriana van Masschel († 8. Mai 1679). Die zweite Frau war Maria Wendel. Er heiratete sie am 25. Februar 1680.

## Werke
- Oost-Indische voyagie; vervattende veel voorname voorvallen en ongemeene oreemde geschiedenissen, bloedige zee- en landtgevechten tegen de Portugeesen en Makassaren .. (1676) digitalisat

Deutsche Ausgabe von 1676:
- SCHULTZE, WALTER: Ost-Indische Reyse, worin erzehlt wird viel Gedenckwürdiges, und ungemeine seltzame Sachen, bluhtige See- und Feld-schlachten, wieder die Portugiesen und Makasser, Belägerungen, Bestürmungen, und Eroberungen vieler fürnehmen Städte und Schlösser ; wie auch eine eigendliche Beschreibung der fürnehmsten ost-ind. Landschaften … ; zugleich eine ausführliche Erzehlung, was sich in der gefährlichen Zurückreise nach Holland, zwischen den ost-indischen Retour-Schiffen, und den Engelländern, im Jahr 1665 in der Stadt Bergen in Norwegen, wie auch in der Nord-See, merckenswürdiges zugetragen hat / alles beschrieben durch Walter Schultzen. Aus dem Niederländischen ins Hochteutsche übergesetzet durch J. D.
- Het gewonde Hooft, of korte verhandeling van de opper-hooftswonden en Bekkeneelsbreuken, van de Wonden des Aangesigts en van de Wonden des Hats (1694)
- Verhandeling der tegennatuurlijke Gezwellen (1727, nach seinem Tod)